# Provincia de Alta Papúa
Alta Papúa (en indonesio: Papua Pegunungan, lit. "Papúa de las montañas") es una provincia de Indonesia, que sigue aproximadamente las fronteras de la región consuetudinaria papú de Lano-Pago, abreviada como La Pago. Tiene una superficie de 108.476 km2 y una población de 1.408.641 habitantes según las estimaciones oficiales a mediados de 2021.
Establecida formalmente el 11 de noviembre de 2022 a partir de la antigua parte central y montañosa de la provincia de Papúa, está situada en las tierras altas centrales de Nueva Guinea Occidental, donde es la única provincia sin salida al mar de Indonesia. La capital de Alta Papúa es Wamena, en la regencia de Jayawijaya. El proyecto de ley de creación de la provincia fue aprobado por el Consejo de Representantes del Pueblo el 30 de junio de 2022, y el presidente de Indonesia lo convirtió en la Ley n.º 16/2022 el 25 de julio, lo que la convierte en una de las tres provincias más jóvenes de Indonesia, junto con Papúa Central y Papúa Meridional.

## Historia

### Expedición a las Indias Orientales Neerlandesas

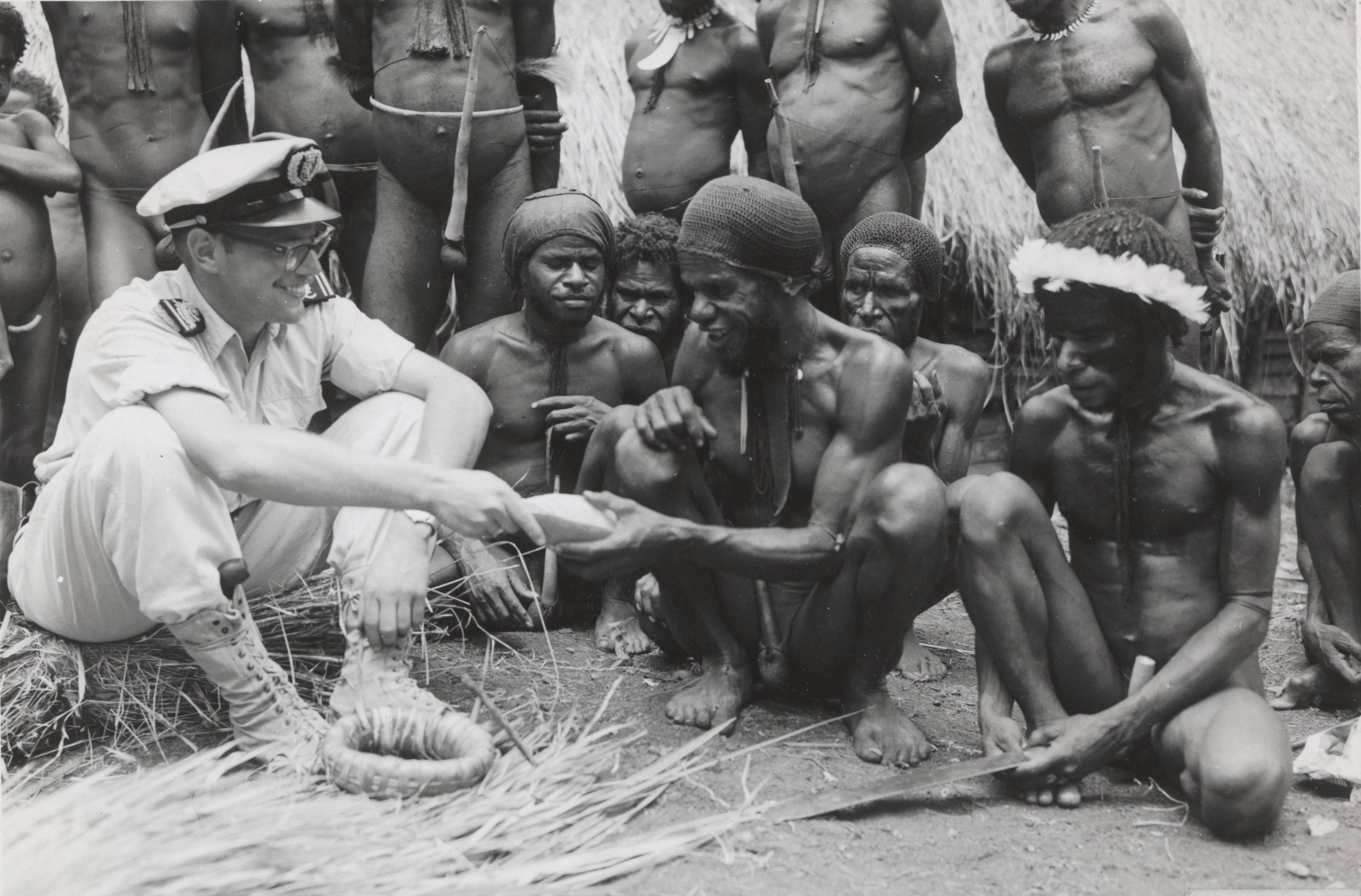
Oficial holandés en el valle de Baliem, 1958

En el siglo XVII, el navegante Jan Carstenszoon había registrado la existencia de altas montañas nevadas en el centro de la isla de Papúa, a pesar de estar situada en el ecuador. Los europeos llamaron a esta zona terra incógnita, que significa misteriosa zona inexplorada. El primer contacto de las tribus del interior de la provincia de las montañas de Papúa con el mundo exterior se produjo por primera vez por una expedición dirigida por Hendrikus Albertus Lorentz en 1909 para encontrar un camino para llegar al pico Wilhelmina (ahora llamado pico Trikora) que es escarpado y está cubierto de nieve. Los miembros de la expedición descansaron y vieron la procesión tradicional en el pueblo de la tribu Pesechem o Pesegem. Después de esta expedición, muchas otras fueron llevadas a cabo por de Bruyn, Franssen Herderschee, Karel Doorman y otros.
Una expedición de van Overeem y Kremer en 1920 consiguió encontrar el valle de Swart (actual valle de Toli, en la regencia de Tolikara) y al pueblo Dani que vivía allí. A continuación, esta expedición descubrió el lago Habema y consiguió llegar al pico Wilhelmina por el lado norte. El valle de Baliem, habitado por la tribu Dani, fue descubierto por accidente desde un avión por una expedición dirigida por Richard Archbold, del Museo Americano de Historia Natural, en 1938. Esta expedición estaba reforzada por docenas de soldados holandeses y gente Dayak como portadores de mercancías. Los holandeses llamaron al valle de Baliem el Groote Vallei o el Gran Valle. Mitchel Zuckoff en su libro titulado Lost in Shangri-La 2011 reveló que durante la Segunda Guerra Mundial esta zona no había sido muy cartografiada. Esta región se cobró muchas víctimas debido a su geografía formada por altas montañas nubladas y densos bosques, además de tribus desconocidas. Uno de los incidentes más famosos ocurrió el 13 de mayo de 1945 al estrellarse un avión especial Gremlin contra el borde de una montaña. Se enviaron entonces operaciones especiales y tres personas fueron rescatadas. Su historia de supervivencia fue noticia ese año.

### Se establece una misión eclesiástica y un gobierno colonial
El cristianismo entró en el valle de Baliem en 1954 de la mano de un equipo de misioneros de la Alianza Cristiana y Misionera (ACyM) estadounidense trasladados desde Sentani. Entre sus miembros se encontraban los pastores Lloyd Evan Stone y Einer Mickelson. Poco después, el gobierno holandés, a través del interventor Frits Veldkamp, también estableció aquí un puesto gubernamental para reforzar su influencia en el interior. Después se construyeron en esta zona aldeas, aeródromos y otras instalaciones de infraestructura que se convirtieron en el precursor de la ciudad de Wamena. El cumpleaños de Wamena se conmemora cada 10 de diciembre de 1956, según el establecimiento de este puesto gubernamental holandés. En 1958-1959, el valle de Baliem fue sometido bajo el dominio del gobierno holandés con la abolición de los conflictos intertribales y entre indígenas y misioneros. El dominio holandés en esta zona fue bastante breve con la entrada de Nueva Guinea Holandesa en Indonesia en 1969.

### Bajo dominio indonesio
Después de que Nueva Guinea Neerlandesa se anexionara con éxito al territorio indonesio, el gobierno promulgó la Ley n.º 12 de 1969 relativa al establecimiento de la provincia autónoma de Irian Occidental y de regencias autónomas en la provincia de Irian Occidental. Una de ellas era la regencia de Jayawijaya, que incluía las áreas de gobierno local de Baliem, Bokondini, Tiom y Oksibil. Esta regencia fue la precursora de la provincia de Alta Papúa. En 2002, la regencia de Jayawijaya se dividió en las regencias de Jayawijaya, Yahukimo, Montañas Bintang y Tolikara. En 2008, la regencia de Jayawijaya se dividió de nuevo en las regencias de Jayawijaya, Lanny Jaya, Nduga, Mamberamo Central y Yalimo. Las 8 regencias de la división de Jayawijaya se reunieron finalmente en la provincia de Alta Papúa, con capital en Wamena, en 2022.
Desde su anexión a territorio indonesio, esta zona ha estado marcada por actos de violencia del grupo independentista Organización Papúa Libre. Varios incidentes causados por la Organización Papúa Libre incluyen el secuestro de un equipo de investigación en Mapenduma en 1996, el asesinato de trabajadores de Istaka Karya que construían un puente en Nduga en 2018, y el incendio de escuelas secundarias y centros de salud junto con el asesinato de trabajadores sanitarios en la regencia de Pegunungan Bintang.

### Formación de la provincia de Alta Papúa
Alta Papúa se creó formalmente el 25 de julio de 2022, junto con Papúa Meridional y Papúa Central. Poco después de la aprobación del proyecto de ley para la creación de la provincia, el 30 de junio, la regencia de Pegunungan Bintang se opuso a su inclusión en la nueva provincia, afirmando que su acceso a los servicios públicos está mucho más cerca de Jayapura que de Wamena, y exigió permanecer en cambio dentro de la provincia de Papúa o ser creada como la nueva provincia de Okmekmin (sus residentes habían estado abogando por una nueva región cultural de Okmekmin, ya que se consideran diferentes de otras tribus de La Pago). Pero su inclusión fue rechazada por el consejo consuetudinario Tabi de la provincia original de Papúa, así como de las Tierras Altas y del Su. Los funcionarios del gobierno local y algunos de los residentes de la regencia amenazaron con separarse y unirse a Papúa Nueva Guinea si no se escuchaban sus demandas.
El 16 de julio, cuando la provincia estaba a la espera de ser formalizada, pistoleros papúes mataron a tiros a once civiles (en su mayoría comerciantes de otras islas) e hirieron a otros dos en el pueblo de Nogolait, regencia de Nduga.

## Gobierno
La provincia sigue los límites administrativos originales de la regencia de Jayawijaya entre 1969 y 2002. Culturalmente, Alta Papúa abarca aproximadamente la región consuetudinaria de La Pago.

## Divisiones administrativas
La nueva provincia comprende ocho regencias (kabupaten), enumeradas a continuación con sus áreas y sus poblaciones en el censo de 2020 y según las estimaciones oficiales a mediados de 2021. Hasta 2002, las ocho regencias actuales que ahora componen esta provincia formaban parte de una regencia mayor, Jayawijaya, pero el 11 de diciembre de 2002 se crearon tres nuevas regencias a partir de partes de esa regencia: Pegunungan Bintang (Montañas Bintang), Tolikara y Yahukimo. Posteriormente, el 4 de enero de 2008, se crearon otras cuatro nuevas regencias a partir de otras partes de la regencia de Jayawijaya: Lanny Jaya, Mamberamo Tengah (Mamberamo Central), Nduga y Yalimo. 
| N.º     | Regencias                      | Capital  | Distritos | Área (km2) | Población del censo (2020) | Población estimada (2021) | IDH (2020)    |
| ------- | ------------------------------ | -------- | --- | ---------- | -------------------------- | ------------------------- | ------------- |
| 1       | Regencia de Jayawijaya         | Wamena   | Asologaima, Asolokobal, Asotipo, Bolakme, Bpiri, Bugi, Hubikiak, Hubikosi, Ibele, Itlay Hisage, Koragi, Kurulu, Libarek, Maima, Molagalome, Muliama, Musatfak, Napua, Pelebaga, Piramid, Pisugi, Popugoba, Siepkosi, Silo Karno Doga, Taelarek, Tagime, Tagineri, Trikora, Usilimo, Wadangku, Walaik, Walelagama, Wame, Wamena, Welesi, Wesaput, Wita Waya, Wollo, Wouma, Yalengga                                                         | 7,030.66   | 269,553                    | 273,291                   | 0.580 (Medio) |
| 2       | Regencia de Lanny Jaya         | Tiom     | Awina, Ayumnati, Balingga, Balingga Barat, Bruwa, Buguk Gona, Dimba, Gamelia, Gelok Beam, Goa Balim, Gollo, Guna, Gupura, Karu, Kelulome, Kolawa, Kuly Lanny. Kuyawage, Lannyna, Makki, Melagi, Melagineri, Milimbo, Mokoni, Muara, Nikogwe, Niname, Nogi, Pirime, Poga, Tiom, Tiom Ollo, Tiomneri, Wano Barat, Wereka, Wiringgambut, Yiginua, Yiluk, Yugungwi                                                                             | 6,448      | 196,399                    | 198,686                   | 0.479 (Bajo)  |
| 3       | Regencia de Mamberamo Tengah   | Kobakma  | Eragayam, Ilugwa, Kelila, Kobakma, Megambilis | 1,275      | 50,685                     | 51,160                    | 0.476 (Bajo)  |
| 4       | Regencia de Nduga              | Kenyam   | Alama, Dal, Embetpen, Gearek, Geselma, Inikgal, Iniye, Kegayem, Kenyam, Kilmid, Kora, Koroptak, Krepkuri, Mam, Mapenduma, Mbua Tengah, Mbulmu Yalma, Mbuwa, Mebarok, Moba, Mugi, Nenggeagin, Nirkuri, Paro, Pasir Putih, Pija, Wosak, Wusi, Wutpaga, Yal, Yenggelo, Yigi | 12,941     | 106,533                    | 107,921                   | 0.316 (Bajo)  |
| 5       | Regencia de Pegunungan Bintang | Oksibil  | Aboy, Alemsom, Awinbon, Batani, Batom, Bime, Borme, Eipumek, Iwur, Jetfa, Kalomdol, Kawor, Kiwirok, Kiwirok Timur, Mofinop, Murkim, Nongme, Ok Aom, Okbab, Okbape, Okbemtau, Okbibab, Okhika, Oklip, Oksamol, Oksebang, Oksibil, Oksop, Pamek, Pepera, Serambakon, Tarup, Teiraplu, Weime | 15,682     | 77,872                     | 78,178                    | 0.454 (Bajo)  |
| 6       | Regencia de Tolikara           | Karubaga | Airgaram, Anawi, Aweku, Bewani, Biuk, Bogonuk, Bokondini, Bokoneri, Danime, Dow, Dundu, Egiam, Geya, Gika, Gilubandu, Goyage, Gundagi, Kai, Kamboneri, Kanggime, Karubaga, Kembu, Kondaga, Kuari, KubuLi Anogomma, Nabunage, Nelawi, Numba, Nunggawi, Panaga, Poganeri, Tagime, Tagineri, Telenggeme, Timori, Umagi, Wakuwo, Wari/Taiyeve II, Wenam, Wina, Woniki, Wugi, Wunim, Yuko, Yuneri                                               | 5,588.13   | 236,986                    | 240,272                   | 0.495 (Bajo)  |
| 7       | Regencia de Yahukimo           | Dekai    | Amuma, Anggruk, Bomela, Dekai, Dirwemna, Duram, Endomen, Hereapini, Hilipuk, Hogio, Holuon, Kabianggama, Kayo, Kona, Korupun, Kosarek, Kurima, Kwelemdua, Kwikma, Langda, Lolat, Mugi, Musaik, Nalca, Ninia, Nipsan, Obio, Panggema, Pasema, Pronggoli, Puldama, Samenage, Sela, Seredela, Silimo, Soba, Sobaham, Soloikma, Sumo, Suntamon, Suru Suru, Talambo, Tangma, Ubahak, Ubalihi, Ukha, Walma, Werima, Wusama, Yahuliambut, Yogosem | 17,152     | 350,880                    | 355,746                   | 0.494 (Bajo)  |
| 8       | Regencia de Yalimo             | Elelim   | Abenaho, Apalapsili, Benawa, Elelim, Welarek | 3,568.52   | 101,973                    | 103,387                   | 0.483 (Bajo)  |
| Totales | Totales                        | Totales  | Totales | 69,685.31  | 1,390,881                  | 1,408,641                 | 0.483 (Bajo)  |

## Cultura

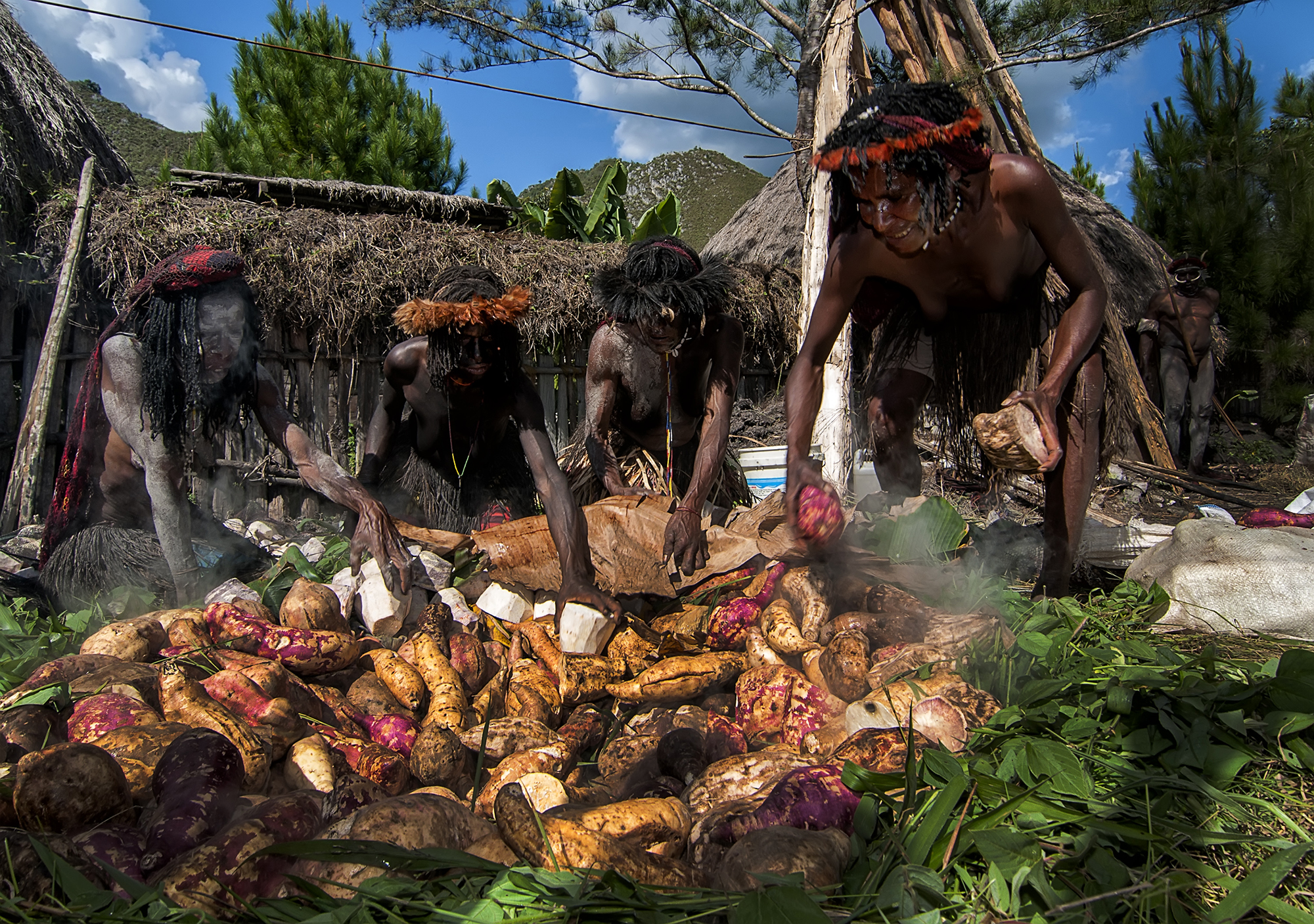
Miembros de la tribu papú durante una ceremonia de quema de piedras

El pueblo nativo de Papúa tiene una cultura y unas tradiciones propias que no se encuentran en otras partes de Indonesia. Los papúes de la costa suelen estar más dispuestos a aceptar la influencia moderna en su vida cotidiana, lo que a su vez merma su cultura y tradiciones originales. Mientras tanto, la mayoría de los papúes del interior conservan su cultura y tradiciones originales, aunque su modo de vida en el último siglo está ligado a la invasión de la modernidad y la globalización. Cada tribu papú suele practicar su propia tradición y cultura, que puede diferir mucho de una tribu a otra.
Una de las tradiciones papúes más conocidas es la quema de piedras (en indonesio: Tradisi Bakar Batu o Barapen), practicada por la mayoría de las tribus papúes de la provincia. La tradición de quemar piedras es una tradición importante para todos los indígenas papúes. Para ellos, es una forma de agradecimiento y un lugar de encuentro entre los habitantes de la aldea. Esta tradición suele celebrarse cuando hay nacimientos, matrimonios tradicionales, coronación de jefes tribales y reunión de guerreros. Suelen llevarla a cabo los indígenas papúes que viven en el interior, como en el valle de Baliem, Panaiai, Nabire, Pegunungan Bintang y otros. El nombre de esta tradición varía en cada región. En Paniai, la tradición de quemar piedras se llama Gapiia. En Wamena, Kit Oba Isogoa, y en Jayawijaya, Barapen. Se llama tradición de la quema de la piedra porque la piedra se quema hasta que está caliente. La función de la piedra caliente es cocinar carne, batatas y verduras sobre la base de hojas de plátano que serán consumidas por todos los residentes en el evento en curso.
La tradición de cortarse los dedos (en indonesio: Tradisi Potong Jari) se practica entre el pueblo Dani del valle de Baliem, en Papúa central. La tradición de cortarse los dedos en el pueblo Dani existe desde la antigüedad y se sigue llevando a cabo hoy en día. Esta tradición simboliza la armonía, la unidad y la fuerza que proviene del interior de una persona y de una familia. Según la cultura del pueblo Dani, la familia es el pedestal más valioso que tiene un ser humano, se cree que los dedos simbolizan la existencia y la función de una familia en sí. Por ello, la tradición de cortar los dedos se lleva a cabo cuando alguien pierde para siempre a un miembro de la familia o a un pariente, como el marido, la mujer, los hijos, los hermanos pequeños y los hermanos mayores. Para el pueblo Dani, la tristeza y el dolor por la adversidad y la pérdida de un familiar no sólo se aprecian llorando, sino también cortándose los dedos. El pueblo Dani cree que cortarse un dedo es un símbolo de la tristeza y el dolor por la pérdida de un familiar. La tradición de cortarse el dedo también se considera una forma de evitar que se repita una catástrofe que se cobró la vida de un familiar en duelo.

### Artes y espectáculos
Hay muchas danzas tradicionales autóctonas de la provincia de Papúa. Cada tribu papú suele tener sus propias danzas tradicionales.
Cada tribu suele tener su propia danza de guerra. La danza de guerra de Papúa es una de las danzas más antiguas del pueblo papú, ya que esta danza clásica existe desde hace miles de años y es incluso uno de los legados de la prehistoria de Indonesia. En la cultura papú, esta danza es un símbolo de lo fuerte y valiente que es el pueblo papú. Supuestamente, esta danza formaba parte de las ceremonias tradicionales cuando se luchaba contra otras tribus y ahora se puede ver conservada durante el Festival del valle de Baliem. Los bailarines que ejecutan esta danza son un grupo de hombres, cuyo número parte de siete personas o más. Bailaban al son de tambores y canciones de guerra. Sus movimientos eran característicamente excitados, como si fueran guerreros que se dirigen a la batalla. La danza de guerra papú es muy singular, variada y enérgica para indicar el heroísmo y el valor del pueblo papú. Aparte de los movimientos de los bailarines al tocar las armas que llevan, la singularidad de esta danza se aprecia también en la vestimenta de los bailarines.

## Arquitectura

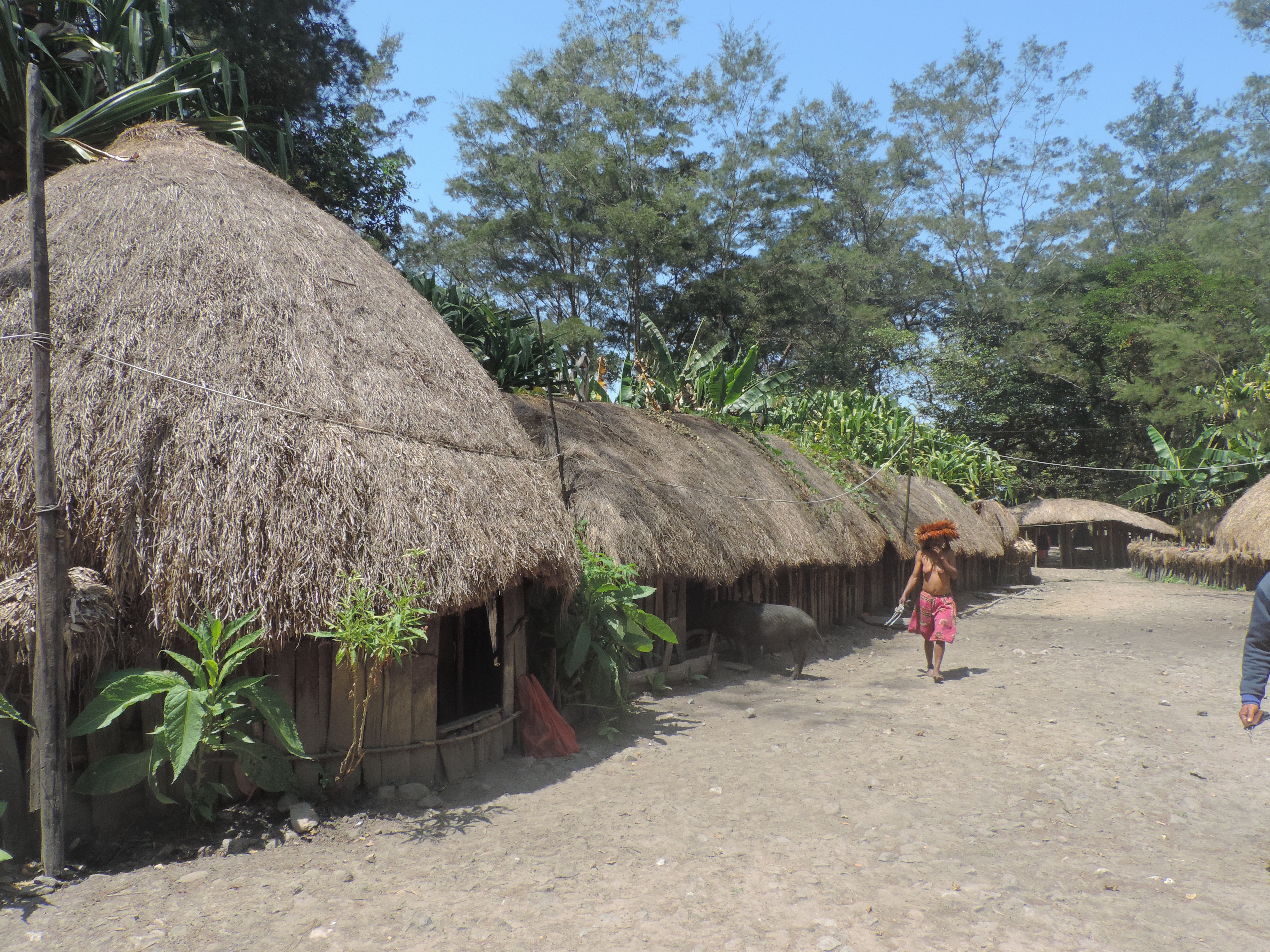
Casas tradicionales Dani cerca de Wamena, en el valle de Baliem.

Papúa es famosa por sus variedades de casas tradicionales, una de las cuales es la casa tradicional llamada honai. El honai es una casa tradicional de Papúa, especialmente en la región montañosa. La forma básica del honai es un círculo con armazón de madera y paredes tejidas y tejado cónico de paja. El honai se extiende por casi todos los rincones del valle de Baliem, que tiene una superficie de 1.200 kilómetros cuadrados. Dentro del honai hay una chimenea situada justo en el centro. El techo de paja y las paredes de madera del honai en realidad traen aire fresco al interior Si el aire es demasiado frío, toda la casa se calentará con el humo de la chimenea. El honai está sostenido por 4 pilares principales llamados heseke, que se clavan en el suelo a cierta distancia (aproximadamente 1 metro) de forma que quede un cuadrado. En el centro de estos pilares principales se coloca una chimenea redonda llamada wulikin. En el honai se hace un desván de forma que quede dividido en dos habitaciones, en la parte superior llamada henaepu se pone la cama y la inferior agarowa se utiliza como lugar para descansar, contar historias o charlar y comer. La parte superior del desván es de madera y el techo se cubre con madera tejida de lokop (una especie de bambú muy pequeño) y se cubre a su vez con paja o hierba seca. Normalmente sólo hay una puerta en el honai, que es pequeña para que la gente salga y entre a agachada. A la izquierda o a la derecha de la entrada hay una puerta que conduce al desván.
Armas y armaduras tradicionales
Las armas y armaduras de esta sección proceden del pueblo Dani del distrito Kurulu de Jayawijaya.
La comunidad local se refiere a la lanza papú como "Tul". La lanza era un arma que podía utilizarse tanto para luchar como para cazar. Además, la cultura papú utiliza a menudo la lanza como propiedad en las danzas. El material utilizado para construir las lanzas es el palo de hierro de Papúa llamado Kayu Yoli o la madera negra llamada Kayu Yomalo; la piedra de río que se afilaba como punta de lanza o, en su lugar, se utilizaba para afilar la punta. Por esa razón, la lanza es capaz de sobrevivir como un arma que debe estar presente solo en las actividades de caza y lucha. Lo que hace especial a esta arma tradicional de Papúa es que existe la norma de no utilizar la lanza más que con fines de caza y lucha. Por ejemplo, está prohibido cortar brotes jóvenes de árboles con una lanza, o utilizar una lanza para transportar productos del huerto. Si se infringe esta norma, la persona que empuña la lanza tendrá mala suerte. Mientras tanto, en el proceso de fabricación, realizar el armazón de la lanza lleva mucho tiempo. Se parte de la madera extraída del árbol, se corta al tamaño de 3 m y se seca al sol. Después de secarla al sol, se le da forma a la madera para el mango y luego se frota con polvo de caracol marino o piedra de río hasta que esté afilada, lo que lleva aproximadamente 1 semana. En las costumbres tradicionales de Papúa, la lanza se interpreta como símbolo de la valentía de un hombre. Por ello, las lanzas deben guardarse siempre adecuadamente. Suelen colgarse del techo o colocarse en un soporte de la pared de la casa.
El arco y la flecha son armas tradicionales de Papúa que se utilizan para cazar jabalíes y otros animales. Además, el arco y la flecha papúes eran herramientas que siempre se llevaban junto a la lanza. Las flechas utilizadas para la guerra se llaman Suap, mientras que las utilizadas para cazar aves se llaman Wam Wakiwy, con la diferencia en las puntas de las flechas. Si el objetivo es cazar aves, las puntas de flecha utilizadas son de Kayu Yomalo y Kayu Dion y pueden tener tres puntas, dos dentadas y una no dentada; para cazar cerdos se utiliza una punta de bambú. Cuando van a la guerra, las tribus indígenas de Papúa tienen normas que exigen que la punta de la lanza esté hecha de huesos de animales o de madera dura, mientras que el astil es de Pohon Atar. Además, en varias zonas de Papúa, como Jayapura, Wamena y Kurulu, las flechas también sirven como propiedad y recuerdo para decorar el hogar. En estas zonas, las flechas sólo se destinan a colecciones domésticas. Tampoco se permite colocar la colección de arcos y flechas de forma descuidada, es decir, se colocan en la pared de la casa para seguir respetando la cultura de los servicios de la flecha.
Las hachas de piedra papúes se llaman Jee Jugum y suelen estar hechas de piedras de río de color verde, azul oscuro y negro. Las piedras se parten por la mitad, se marcan según el diseño y se trabajan con otra piedra. Se prepara agua de antemano para enfriar las piedras y evitar que se calienten demasiado. Se utilizaban para las necesidades domésticas, cortar leña y matar enemigos en los campos de batalla. En Kurulu, el hacha tiene un significado simbólico durante la construcción de las casas Itonay.
Los cinceles papúes son armas tradicionales de Papúa que tienen diversos usos, como cortar ratán para tejer, herramientas para hacer agujeros en la madera, así como herramientas de emergencia para apuñalar a los enemigos en caso de guerra. Sin embargo, en la actualidad la mayoría de sus funciones se han desplazado a herramientas utilizadas en el campo de la carpintería. Históricamente, en la antigüedad un cincel era una herramienta utilizada para recortar los dedos durante el luto de un familiar fallecido. Desgraciadamente, esta cultura ha sido fuertemente desalentada y a veces prohibida por el gobierno y sólo puede utilizarse como herramienta en la industria. El proceso de fabricación del cincel no es complicado, pero puede llevar hasta dos semanas. El mango está hecho de fibras de madera y aseguradas con clavijas ocultas hechas con madera de hierro o huesos de casuario.
Las hojas de los cuchillos papúes suelen utilizarse para acuchillar o cortar cuando se cazan animales en el bosque. Aunque los animales a los que se enfrentan son grandes mamíferos y cocodrilos, los papuanos siguen respetando las costumbres imperantes. La costumbre es que no está permitido utilizar ningún tipo de arma de fuego cuando se caza. Las dagas de Papúa son cuchillos hechos con huesos de casuario o de cerdo, de 15 a 20 cm de largo. Después se afilan con piedra y se les da forma de daga. Se utilizan con fines ceremoniales y para cortar verduras o carne al cocinar.
El parang papú recibe el nombre de "jalowy". En el proceso de fabricación, este machete papú lleva mucho tiempo. Se obtiene de una piedra partida, luego se afila y se le da forma para obtener un machete con filo. Para aumentar el nivel de dureza y durabilidad, los artesanos del machete añaden aceite y sangre de cerdo antes de afilarlo varias veces hasta que esté liso y afilado. El parangs papú tiene básicamente muchos usos. Para fines domésticos, a saber, cocinar, cortar carne y cortar sagú. Además, los machetes papúes también se utilizan en la industria agrícola y como dote durante las bodas, pero sólo los fabricados con piedras de herencia. Por otra parte, el parang también puede utilizarse como decoración y colección para el hogar.
Las armaduras papúes consisten en escudos llamados Wali Moken y armaduras corporales llamadas Walimo. El Wali Moken está hecho de conchas marinas y cortezas de madera, y suele colgarse del cuello para proteger el torso. Las conchas marinas se colocan en fila y se atan en los extremos con cortezas de madera o ratán. Normalmente se tarda un mes en hacer una pieza de armadura. El Walimo se fabrica con ratán y cortezas de madera. Los ratanes se limpian y se les da forma hasta que tienen un corte transversal redondeado, luego se tejen como formando una cesta y se les da la forma de una camisa. Su función es proteger el cuerpo de las flechas para que no atraviesen el cuerpo; también se usan con fines ceremoniales y como parte del atuendo de danza tradicional.

### Música y artesanía
El pikon es un instrumento de viento tradicional típico de la tribu hubala del pueblo dani que habita el valle de Baliem y que está hecho de bambú. Pikon procede de la palabra Pikonane en las lenguas Dani, que significa instrumento musical sonoro. Tiene forma ovalada. El pikon está hecho de bambú, en el que se fija una vara vibrante con una cuerda en el centro, de modo que es capaz de producir diversos sonidos. Este instrumento musical lo suelen tocar los hombres del pueblo Dani. Tocan el pikon para aliviar el cansancio, aunque el sonido resultante no suele ser melodioso porque es como el piar de los pájaros sin tono. Sin embargo, con el desarrollo de los tiempos, ahora los sonidos producidos por el pikon pueden oírse como tonos do, mi y sol. El pikon también se toca en el Festival Cultural del Valle de Baliem Jayawijaya que conmemora el Día de la Independencia de Indonesia. La longitud del pikon en general es de 5,2 cm. La forma de tocar el pikon consiste en soplar el centro del bambú al que se le ha hecho un agujero mientras se tira de la cuerda que une el palo. El pikon también se puede formar con un hite, que es la corteza de una flecha.

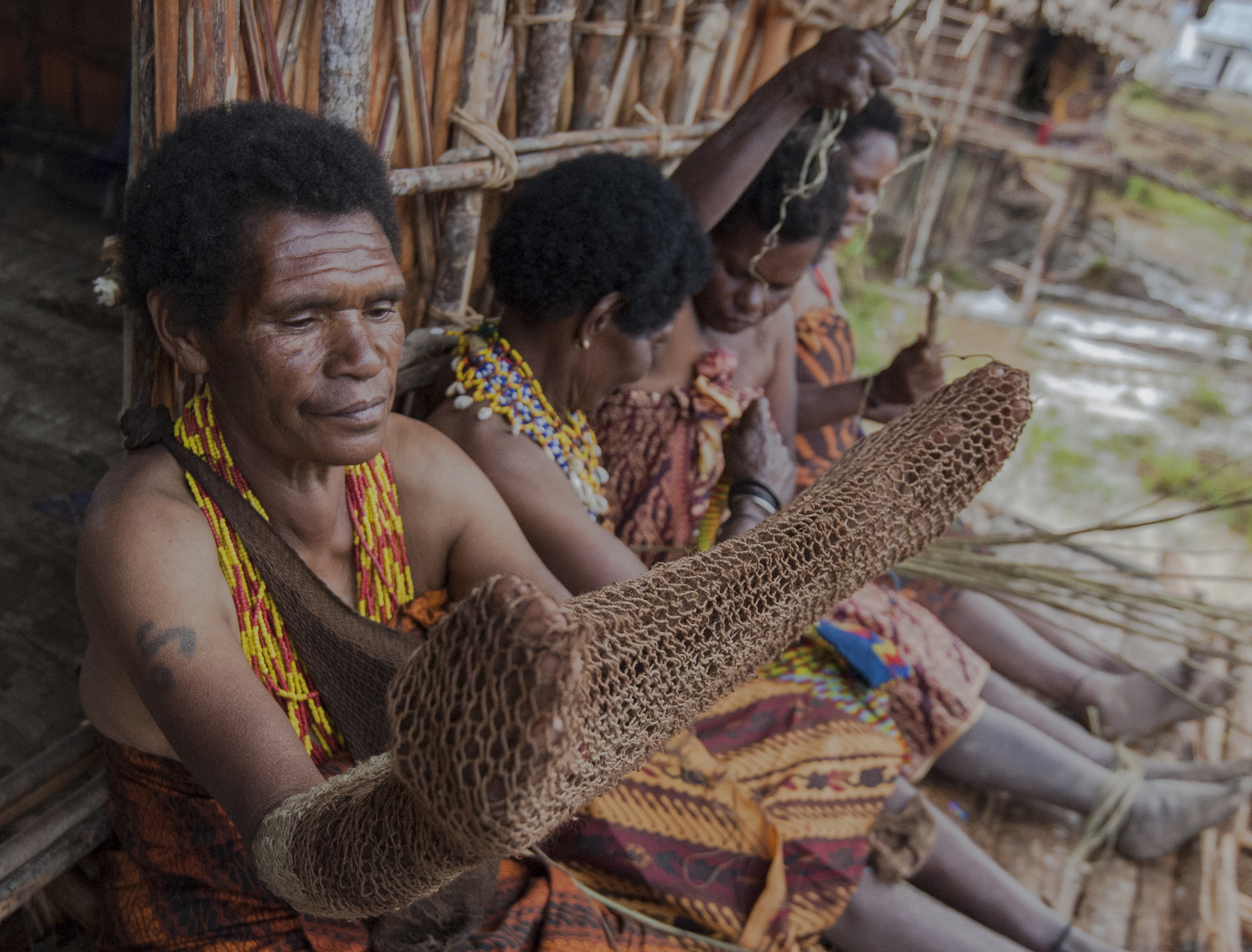
Mujer sosteniendo un "noken", una bolsa hecha de corteza; el noken es el orgullo del pueblo papú por su singularidad. La UNESCO lo ha declarado patrimonio cultural de la humanidad.

El noken es un bolso tradicional papú que se lleva con la cabeza y está hecho de fibras de corteza. Similar a los sacos, en general, esta bolsa se utiliza para llevar las necesidades diarias. Los papúes suelen utilizarlo para llevar productos agrícolas como verduras, tubérculos y también para llevar mercancías al mercado. Debido a su singularidad, que se lleva con la cabeza, este noken está registrado en la UNESCO como una de las obras tradicionales y patrimonio cultural de la humanidad. El 4 de diciembre de 2012, el noken se incluyó en la Lista del Patrimonio Cultural Inmaterial de la UNESCO como patrimonio cultural de Indonesia. En varias zonas de Papúa, se prefiere el noken -en lugar de la habitual urna- como forma de depositar las papeletas, donde se reconoce como instrumento de votación en las elecciones regionales de Papúa.
La koteka es una funda para el pene que tradicionalmente llevan los hombres nativos de algunos grupos étnicos de Nueva Guinea (principalmente de las tierras altas) para cubrir sus genitales. Normalmente se fabrican con una calabaza seca, Lagenaria siceraria, aunque también se utilizan especies no relacionadas, como la planta jarra Nepenthes mirabilis. Se sujetan con un pequeño lazo de fibra atado a la base de la koteka y colocado alrededor del escroto. Un lazo secundario colocado alrededor del pecho o el abdomen se une al cuerpo principal de la koteka. Es una prenda tradicional en ciertas sociedades de las tierras altas de Nueva Guinea, incluido el valle del Gran Baliem. Se lleva sin otras prendas, atada en posición ascendente. Muchas tribus pueden identificarse por la forma en que llevan su koteka. Algunas las llevan apuntando hacia fuera, hacia arriba, en ángulo o en otras direcciones. El diámetro de la koteka también puede ser una pista. Contrariamente a la creencia popular, hay poca correlación entre el tamaño o la longitud de la koteka y el estatus social del portador. En 1971-1972, el gobierno del Nuevo Orden indonesio puso en marzo a la "Operasi Koteka" ("Operación calabaza peneana"), que consistía sobre todo en intentar animar a la gente a llevar pantalones cortos y camisas porque esa ropa se consideraba más "moderna". Pero la gente no tenía mudas, no tenía jabón y no estaba familiarizada con el cuidado de esas prendas, por lo que la ropa sin lavar provocaba enfermedades cutáneas. También se informó de que los hombres utilizaban los pantalones cortos como sombreros y las mujeres los vestidos como bolsos.

## Cocina

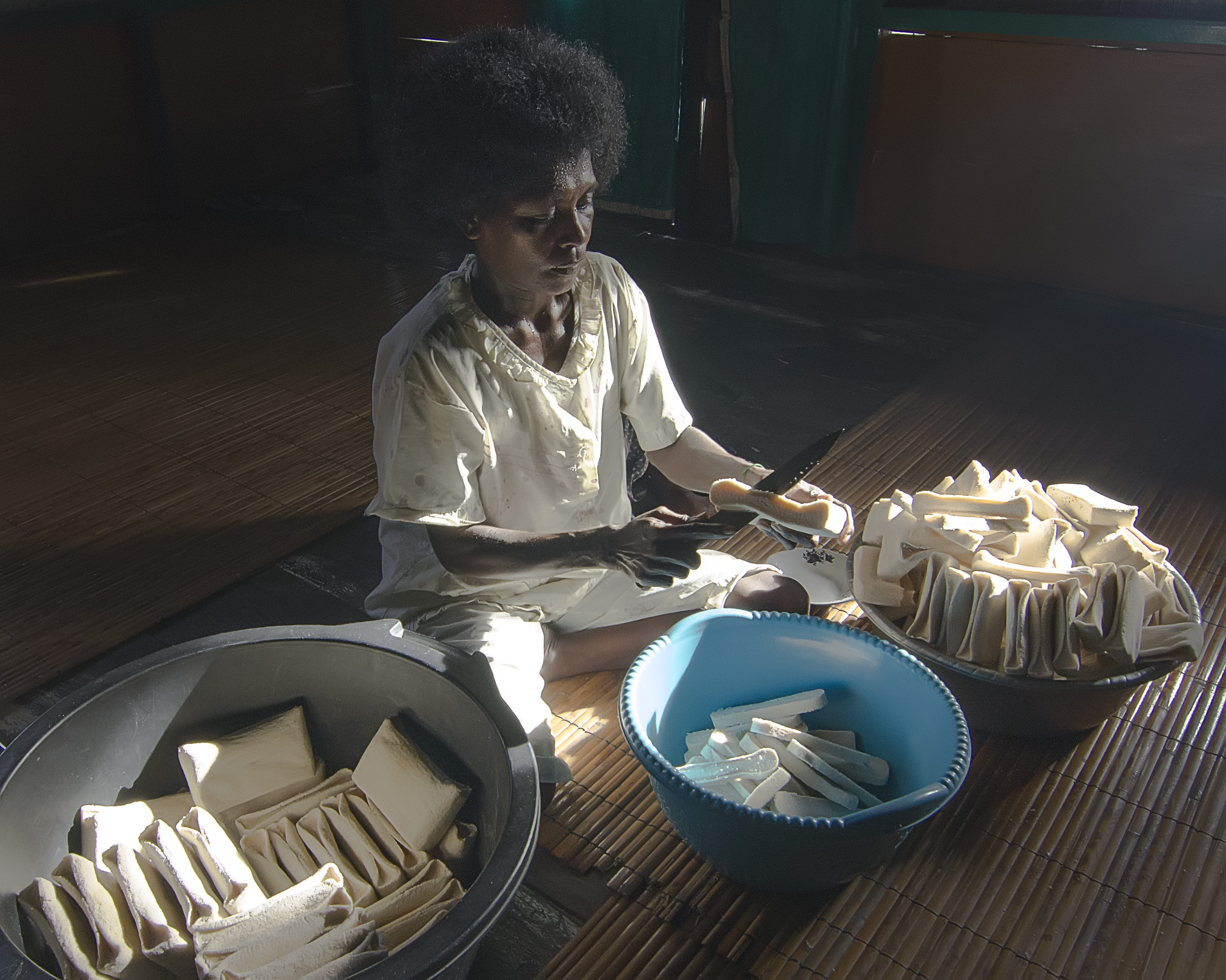
El sagú es un alimento típico de Papúa

La comida autóctona de Papúa suele consistir en jabalí asado con tubérculos como el boniato. El alimento básico de Papúa y de Indonesia oriental en general es el sagú, como contrapartida de las cocinas de Indonesia central y occidental, que favorecen el arroz como alimento básico. En Papúa, el cerdo asado, que consiste en carne de cerdo y boniatos, se asa en piedras calientes colocadas en un agujero excavado en el suelo y cubiertas con hojas; este método de cocción se denomina bakar batu (quemar la piedra), y es un importante acontecimiento cultural y social entre los papúes. En algunas comunidades papúes que son musulmanas o cuando se recibe a invitados musulmanes, la carne de cerdo puede sustituirse por pollo o ternera o cordero, o puede cocinarse por separado de la carne de cerdo. Así lo practican, por ejemplo, las comunidades de Walesi y Meteo, en la regencia de Jayawijaya, para dar la bienvenida al mes sagrado del Ramadán.
En las regiones del interior, los gusanos del sagú suelen servirse como aperitivo. Los gusanos de sagú proceden de troncos de sagú que se cortan y se dejan pudrir. Los tallos podridos hacen que salgan los gusanos. La forma de los gusanos de sagú varía, desde el tamaño más pequeño al más grande del pulgar de un adulto. Estas orugas de sagú suelen comerse vivas o cocinadas previamente, como salteadas, cocidas, fritas y luego ensartadas en brochetas. Pero con el tiempo, los habitantes de Papúa solían transformar estas orugas de sagú en satay de oruga de sagú. Para hacer satay de esta oruga de sagú, el método no difiere del de hacer satay en general, es decir, en brochetas con un pincho y a la parrilla sobre brasas.
El Udang selingkuh es un tipo de plato de gambas originario de Wamena y sus alrededores. El Udang selingkuh suele servirse a la parrilla con un condimento mínimo, que es sólo sal. El sabor natural ligeramente dulce de este animal lo hace bastante salado. La ración de Udang selingkuh suele acompañarse de arroz caliente y papaya o col rizada. También suele servirse con la combinación colo-colo sambal, que tiene un sabor picante-dulce.